# Хварска флотила морнарице НОВЈ
Хварска флотила морнарице НОВЈ је била партизанска формација Морнарице НОВЈ у саставу Народноослободилачке војске Југославије током Другог светског рата у Југославији.

## Историјат
Формирана је почетком октобра 1943. на острву Хвар од неколико наоружаних моторних чамаца (леута), који су после капитулације Италије (9. септембра) уз друге задатке (веза, превоз), вршили патролну службу око острва; 18. октобра имала је осам патролних чамаца, који су носили ознаке П-1Х до П–8Х. То су били леути с моторним погоном, наоружани сваки са митраљезом од 8 мм. Посаде су бројале пет до шест чланова. Штаб Флотиле био је у Хвару, док су патролни чамци базирали: 3 у Сућурју, 2 у Јелси, 1 у ували Вирак и 2 у Хвару. Сваку ноћ вршена је патролна служба на сектом Сућурај–Вирак—Јелса—Кабал—Пелегрин— Милна—Иван Долац. Успостављањем поморских обалских сектора (ПОС), Флотила је крајем октобра ушла у састав III ПОС (касније IV ПОС). Патролирала је око острва Хвара, одржавала везу Хвар-Макарско приморје (Биоково), вршила извиђање, дејствовала против непријатељског саобраћаја и пребацивала борце и материјал. Ноћу 9/10. децембра патролни чамци П-1Х и П-3Х са наоружаним бродом НБ-6 Напредак заробили су у Хварском каналу непријатељски наоружани моторни једрењак Свети Никола. Када су Немци у борби за обалу заузели острво Хвар, Флотила се половином јануара 1944. повукла на острво Вис. Хварска флотила је 18. јануара имала у свом саставу патролне чамце: ПЧ-43 Напред, ПЧ-44 Ђурзор, ПЧ—45 Батош, ПЧ-46 Свети Јурај и ПЧ-47 Свети Никола I. Одлуком Штаба IV ПОС од 23. јануара Флотила је пребазирана у залив Рукавац одакле је, по групама, сваке ноћи патролирала у одређеним секторима око Виса. У борбама за ослобођење Далмације, успостављањем Морнаричке станице Хвар, Флотила је 1. августа 1944. пребазирана из Рукавца у Хвар; патролирала је и одржавала везу Хвар—Вис и Хвар—Макарско приморје. Ватром непријатељске батерије са Брача, потопљен је 29. августа код рта Кабал ПЧ-47 Св. Никола I, а оштећен ПЧ-45 Батош. Погинуо је политички комесар Флотиле, док су 3 морнара рањена. Током лета у састав Флотиле уврштени су ПЧ-73 Пионир (заробљен од немачких торпедних чамаца ноћу 14/15. септембра) и ПЧ-81. Од 19. септембра Флотила је базирала у Јелси и вршила патролну службу на сектору Дубови дол—–Пелегрин—Кабал—Покривеник. Наредбом Штаба IV ПОС од 30. априла 1944, Хварска флотила је расформнирана, а њени патролни чамци ушли су у састав новоформиране II флотиле IV ПОС с базом у Сумартину.